# Henry Aston Barker
Henry Aston Barker, född 1774 och död 1856, var en brittisk konstnär, son till konstnären Robert Barker.
Som sin far ägnade sig Barker åt panoramabilder, varav hans vyer över London och Paris är mest kända. Londonbilderna utgavs som etsningar 1792-93.